# Carme Lluveras Puig
Carme Lluveras Puig (l'Hospitalet de Llobregat, segle XX) és una exjugadora i entrenadora de basquetbol catalana, directora esportiva i mànager general de bàsquet, professora, comentarista i analista esportiva.
Va estudiar Dret i Ciències Empresarials a la Universitat de Barcelona, cursar estudis de Secretariat Jurídic, al Col·legi d’Advocats de Barcelona i es llicenciar en Piano i solfeig al Conservatori de Música del Liceu de Barcelona.
Com a professional del bàsquet, exercir 13 temporades com entrenadora i directora esportiva al bàsquet femení, 5 com a entrenadora de bàsquet masculí, i finalment 6 anys de Manager General. I es convertir en la primera dona entrenadora a la Lliga LEB (1999) i primera dona en formar part del cos tècnic d’un equip de l’ACB (2005).
Exerceix la docència en el Màster en Comunicació ”Conceptes bàsics del bàsquet” de la Facultat Blanquerna de la Universitat Ramon Llull (2013-actualitat). Ha estat professora al Màster de Rendiment Esportiu “Metodologia de l’entrenament i estructura tàctica col·lectiva” a l’INEF de Barcelona (2016, 2017) i al Màster postgrau en Direcció Executiva de restaurants i Direcció i construcció d’equips d’alt rendiment i gestió de la pressió psicològica a l’escola de cuina Culinary Institute of Barcelona (2019, 2020). Ha col·laborat en clínics i cursos per a entrenadors a l’estranger per la FIBA Europa a Moçambic, Perú i Costa Rica. També ha realitzat múltiples presentacions, ponències, taules rodones, seminaris i conferències diverses. Ha impartit Clínics de Solidaritat Olímpica, dependents del Comitè Olímpic Internacional. Ha estat invitada repetidament a USA i WNBA (del 1999 al 2020)
Des de 2003 és col·laboradora habitual de Catalunya Ràdio i d’altres programes de la Xarxa TV, 8TV, TVE i TV3. També ha participat en les retransmissions de partits de l’ACB i l’Eurolliga i del primer equip del Barcelona.

## Trajectòria esportiva
Va jugar la temporada 1979-80 al CB Peter Pan Cibes, i a partir de 1980 començà a exercir d'entrenadora en les categories inferiors del CB l'Hospitalet. El 1984 va assolir el títol d’Entrenador Superior de Basquet de la Federació Espanyola de Basquetbol i va debutar a la Primera divisió femenina dirigint el Natural Cusí del Masnou, on s'estigué quatre temporades. Aquell any l'equip va guanyar la Copa de la Reina; entre les seves jugadores destacava Ester Daurella, la jugadora més jove de l'equip. Posteriorment va entrenar i dirigir altres equips de la mateixa competició el RC Celta de Vigo (1988-1989), Dorna Godella (1989-1990), CB Xerox Vigo (1991-1992), CD Reus Ploms (1992-1994) i Bàsquet Draft Gramenet.
El 1995 va començar a dirigir equips masculins. Va incorporar-se al CB Aracena (1995-99), i ascendeix des de la segona categoria catalana fins a la Lliga Espanyola de Bàsquet Aficionat, Lliga EBA. La darrera temporada aconsegueix el títol de la Lliga Catalana EBA i el tercer lloc en la fase final de la categoria. Amb el fixatge l'any 2000 per la Universitat de Barcelona BF, retorna al bàsquet femení, club que entrenà fins a la temporada 2004, i on assolí els títols deCampiona Lliga Catalana i Subcampiona Lliga Femenina les temporades 2000-01 i 2001-02, Campiona de Lliga femenina el 2003. El 2005 fitxa per l'Unicaja Màlaga i passa a formar part del cos tècnic de Sergio Scariolo convertint-se en la primera dona en formar part del cos tècnic d’un equip de l’ACB, i on aconseguí una Copa del Rei. El gener del 2006, el Ros Casares de València la incorporà com a mànager general, càrrec que exercí fins a la desaparició del club el 2012, any que guanyen la Copa d'Europa.
Ha rebut mencions i premis diversos, i ha assolit 20 títols (Lligues, Copes del Rei i Reina, Eurolliga i Supercopes).

## Palmarès
- 1 Copa Catalunya 2ª Autonómica de bàsquet masculí: 1995-96. CB Aracena.
- 1 Copa Catalunya 1ª Autonómica de bàsquet masculí: 1996-97. CB Aracena.
- 1 Campió d’Espanya Conferencia Est de bàsquet masculí: 1997-98. CB Aracena.
- 1 Lliga Catalana de bàsquet masculina: 1998-99. CB Aracena.
- 1 Lliga espanyola de bàsquet femenina: 2002-03
- 1 Copa espanyola de bàsquet femenina: 1984-85
- 4 Lligues catalana de bàsquet femenina: 1984-85, 2000-01, 2001-02, 2003-04
- 1 Copa del Rei de bàsquet masculí: 2004-05

## Distincions personals com a entrenadora[2][3]
- 1998-99: Millor entrenadora amateur per l'ACEB.
- 2003: Millor entrenador de l’any femení per l’ACEB.
- 2004: Millor entrenador de l’any femení a la gala Mundo Deportivo.
- 2005: Primera dona assistent coach de l’ACB (Unicaja)
- 2009: Millor entrenador de l’any masculí per l’ACEB.
- 2013: Trajectòria esportiva per la Fundació de la Federació Catalana de Basquetbol.